# Şaphane
Şaphane là một huyện thuộc tỉnh Kütahya, Thổ Nhĩ Kỳ. Huyện có diện tích 238 km² và dân số thời điểm năm 2007 là 7697 người, mật độ 32 người/km².